# Бранне Поле
Бра́нне По́ле (до 1952 року — Аліба́й; крим. Ali Bay) — залізничний пасажирський зупинний пункт Кримської дирекції Придніпровської залізниці на лінії Владиславівка — Крим.
Розташований в селі Уварове Ленінського району АР Крим між станціями Петрове (9 км) та Сім Колодязів (12 км).
На платформі зупиняються приміські поїзди